# Sassandria tenuipes
Sassandria tenuipes – gatunek kosarza z podrzędu Laniatores i rodziny Assamiidae.